# Бендзинский замок
Бе́ндзинский за́мок (пол. Zamek w Będzinie) — образцово отреставрированное в XIX—XX веках средневековое крепостное сооружение в польском городе Бендзин. Строительство замка относится к царствованию Казимира Великого. В 1588 году в нём был заточён Максимилиан III Австрийский, потерпевший поражение в борьбе за польский престол. Шведские нашествия XVII века оставили замок в руинах. В начале XIX века был поставлен вопрос об их сносе, однако польский патриот граф Эдвард Рачинский выкупил памятник старины и профинансировал его реконструкцию.
Замок открыт для посещения. Внутри функционирует музей.

## Архитектура
Изначально на месте Бендзинского замка была построена деревянная крепость, сгоревшая во время монгольского нашествия. Через некоторое время при Болеславе V была возведена каменная Круглая башня, старейшая часть замка, сохранившаяся до наших дней. В XIV веке при Казимире III (1310—1370) замок был достроен комплексом строений, образующими вместе с Круглой башней верхний замок, и двойной стеной. Для защиты городских построек была сооружены третья стена. На месте стены, которая обрушилась в XIX веке, была возведена конструкция, состоящая из трёх арок и внешне напоминающая мост.
Со смотровой площадки на Круглой башне виден Дворец Мерошевских.

## Галерея

Виды Бендзинского замка
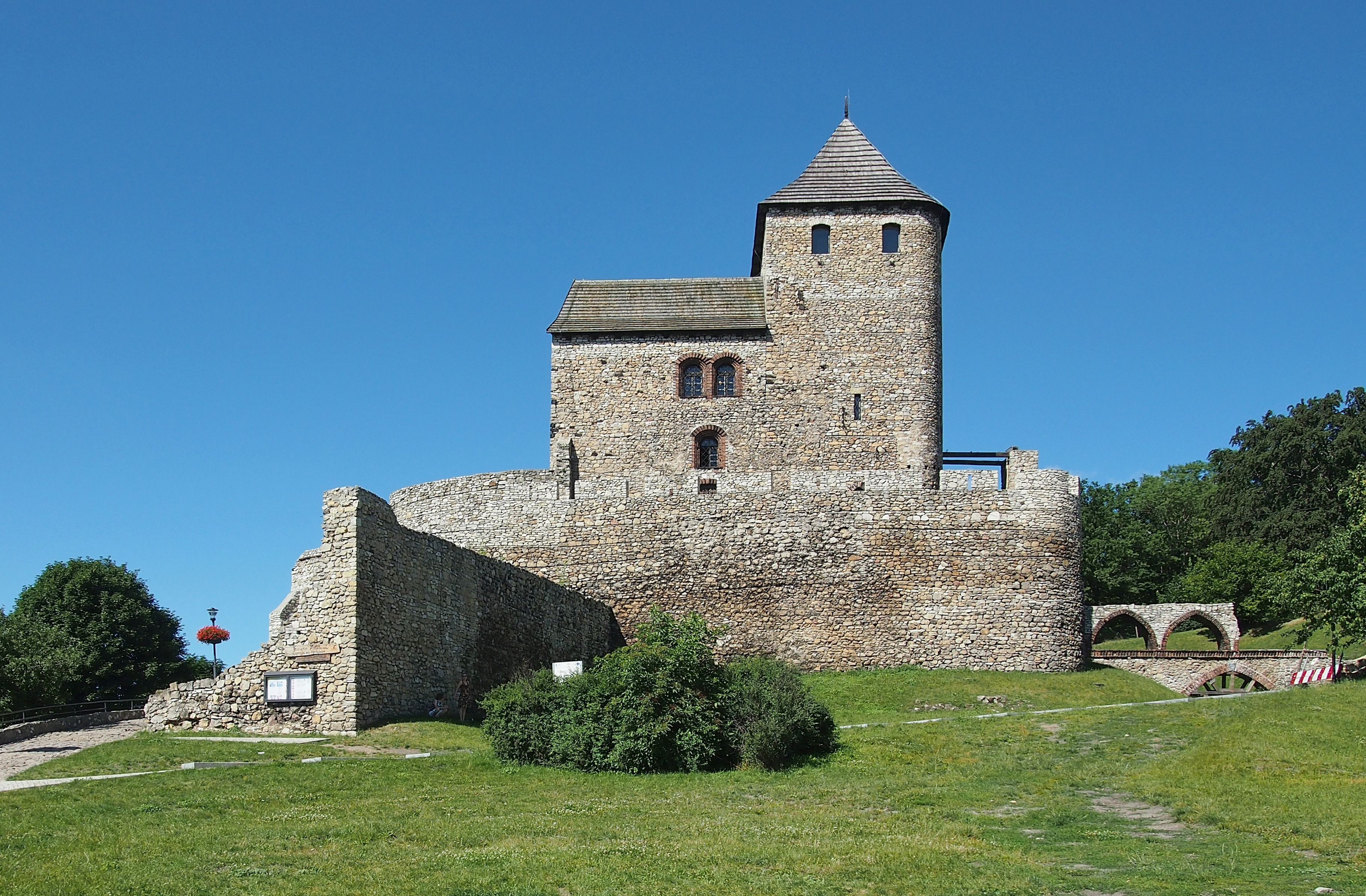
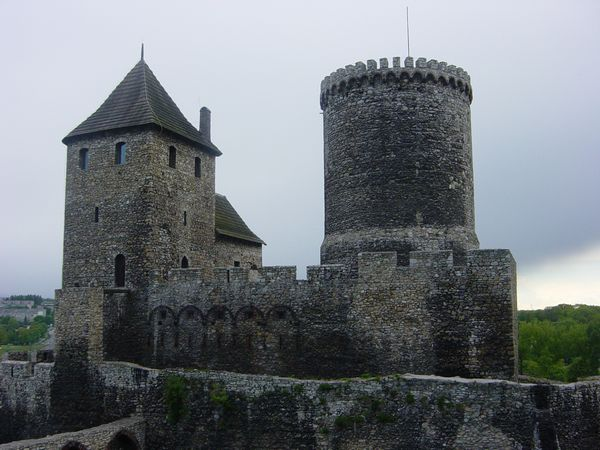
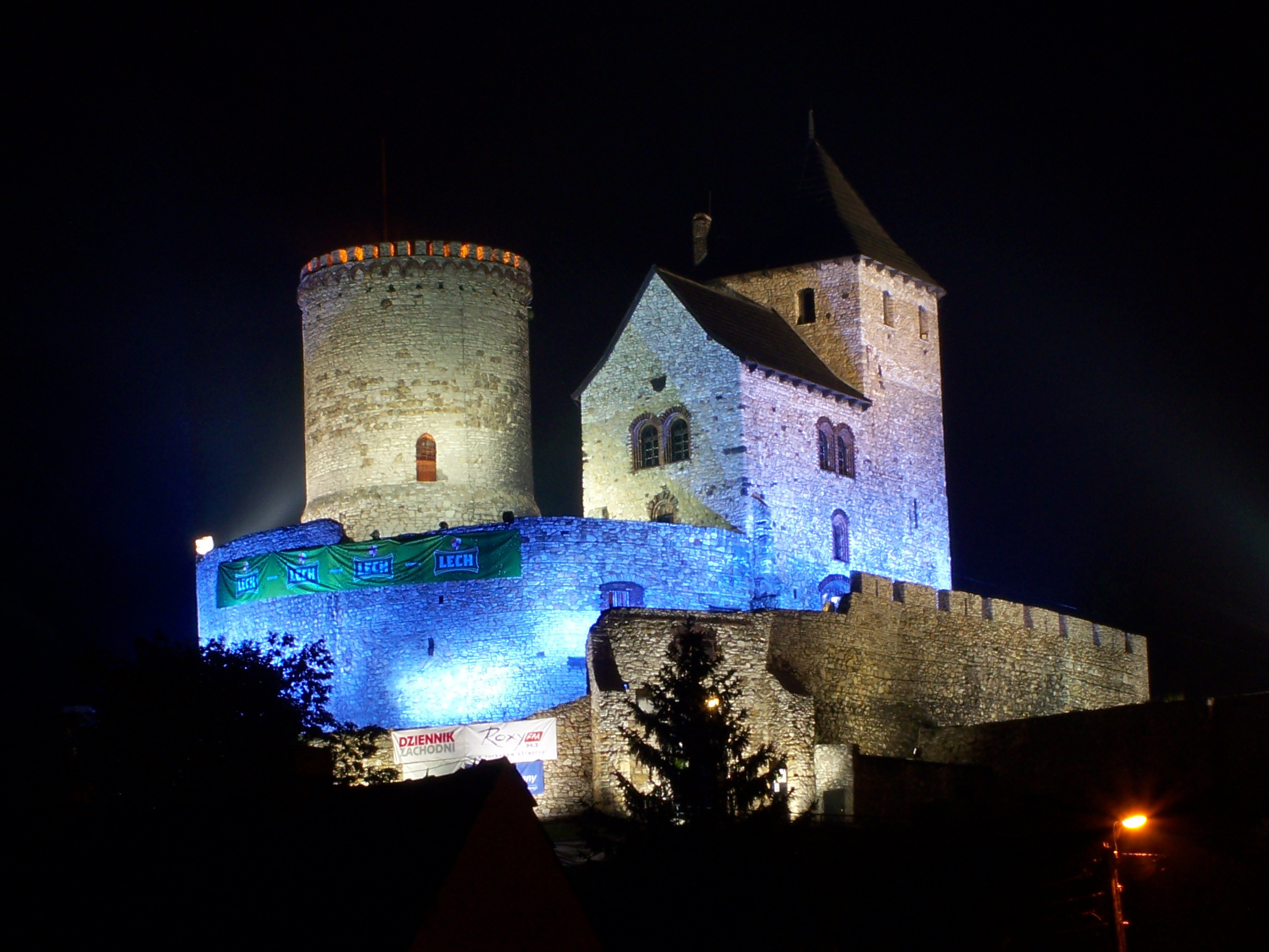
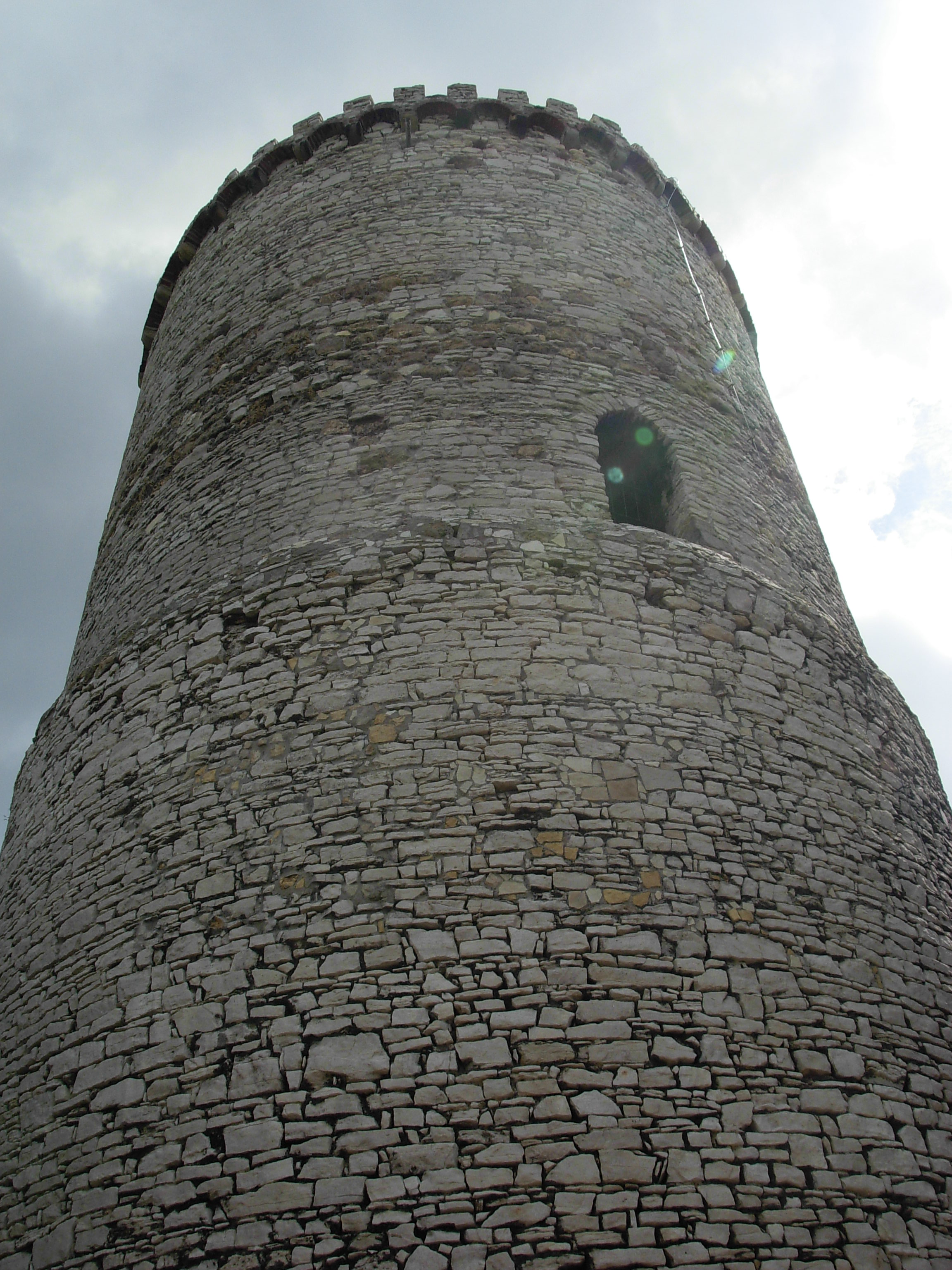